# Assassinato de Clara Maria Venâncio Rodrigues

Clara Maria Venâncio Rodrigues (2003 – 9 de março de 2025) foi uma jovem brasileira de 21 anos de idade, reconhecida por sua dedicação ao skate, grafite e artesanato. Natural de Uberlândia, Minas Gerais, Clara trabalhava como auxiliar de cozinha em uma padaria na Avenida Fleming, no bairro Ouro Preto, região da Pampulha, em Belo Horizonte. Independente desde os 14 anos, ela compartilhava suas obras artísticas em perfis nas redes sociais, destacando-se por pinturas em paredes e objetos personalizados. A brutalidade do seu assassinato em março de 2025 gerou comoção em Belo Horizonte. Coletivos feministas organizaram um ato em 15 de março na Praça Sete, no centro da cidade, para protestar contra o feminicídio e prestar homenagem a Clara Maria. 

## Desaparecimento e descoberta do corpo
Em 9 de março de 2025, Clara saiu do trabalho para cobrar uma dívida de R$ 400 de um ex-colega, Thiago Schafer Sampaio, de 27 anos. Às 22h45, enviou uma mensagem informando que já havia recebido o dinheiro e estava retornando para casa, trajeto que levaria cerca de dez minutos. No entanto, ela não chegou ao destino. Posteriormente, por volta de 0h30 do dia 10 de março, uma nova mensagem foi enviada de seu celular: "Oi, estou bem. Estou ocupada agora." Amigos estranharam o teor da mensagem, pois não condizia com a forma usual de comunicação de Clara. Após tentativas frustradas de contato ao longo do dia, os celulares de Clara e de Thiago permaneceram fora de área. Em 12 de março, o corpo de Clara foi encontrado enterrado sob uma camada de concreto no quintal da casa de Thiago, localizada na Rua Frei Leopoldo, no bairro Ouro Preto.  

## Investigação e prisão dos suspeitos
A Polícia Civil de Minas Gerais iniciou as investigações e prendeu dois homens suspeitos do crime: Thiago Schafer Sampaio e Lucas Rodrigues Pimentel, de 29 anos. Thiago confessou ter atraído Clara até sua residência sob o pretexto de quitar a dívida e, com a ajuda de Lucas, a estrangulou com um golpe conhecido como "mata-leão". Após o assassinato, enterraram o corpo no quintal e o cobriram com concreto. 
Os suspeitos apresentaram motivações divergentes para o crime. Thiago alegou ciúmes ao ver Clara com um namorado em uma cervejaria, enquanto Lucas afirmou nutrir ódio pela vítima após ser repreendido por ela por fazer apologia ao nazismo. Além disso, uma testemunha relatou que Lucas expressou desejo de cometer necrofilia, hipótese que está sendo investigada pela polícia.